# St. Stephan (Aising)

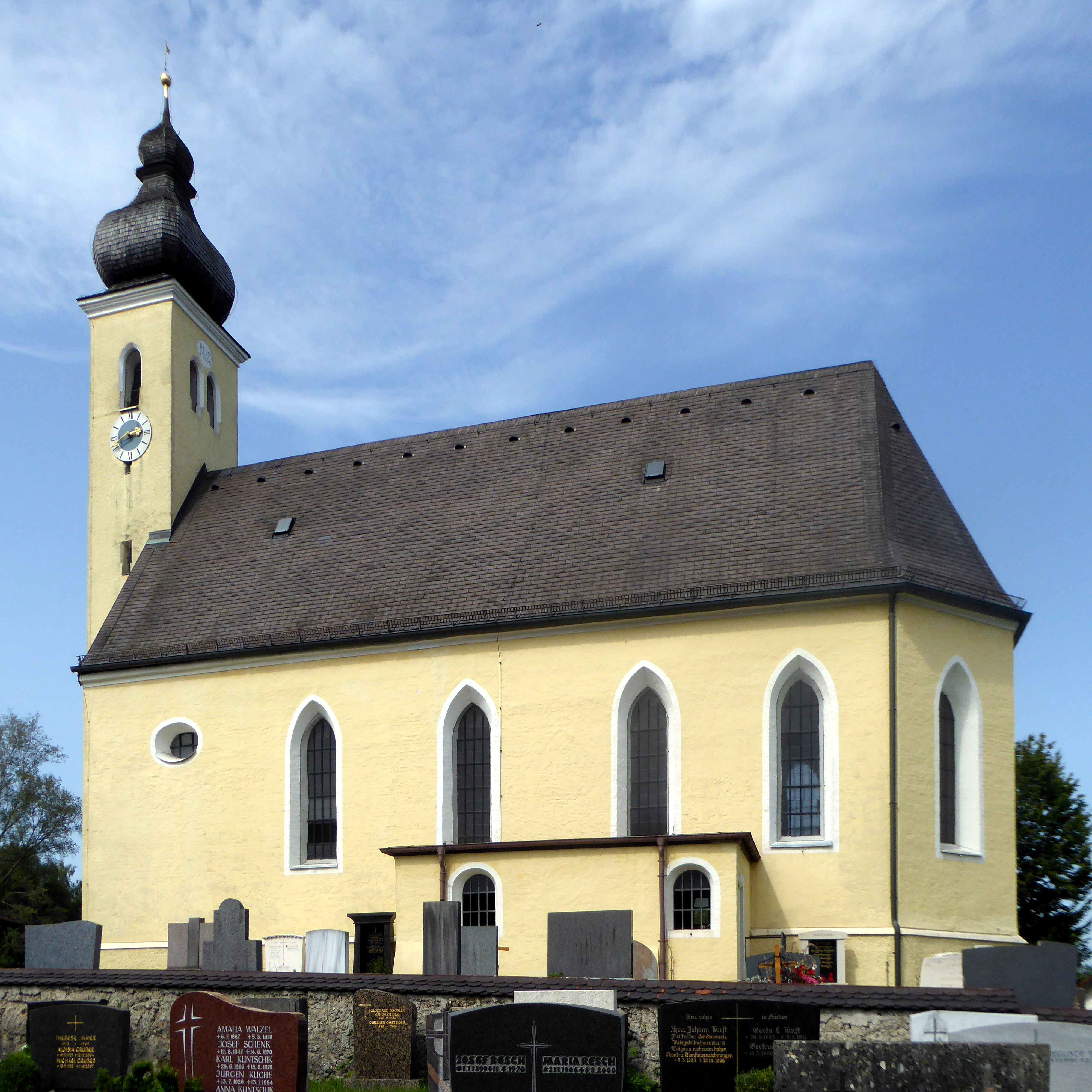
St. Stephan in Aising

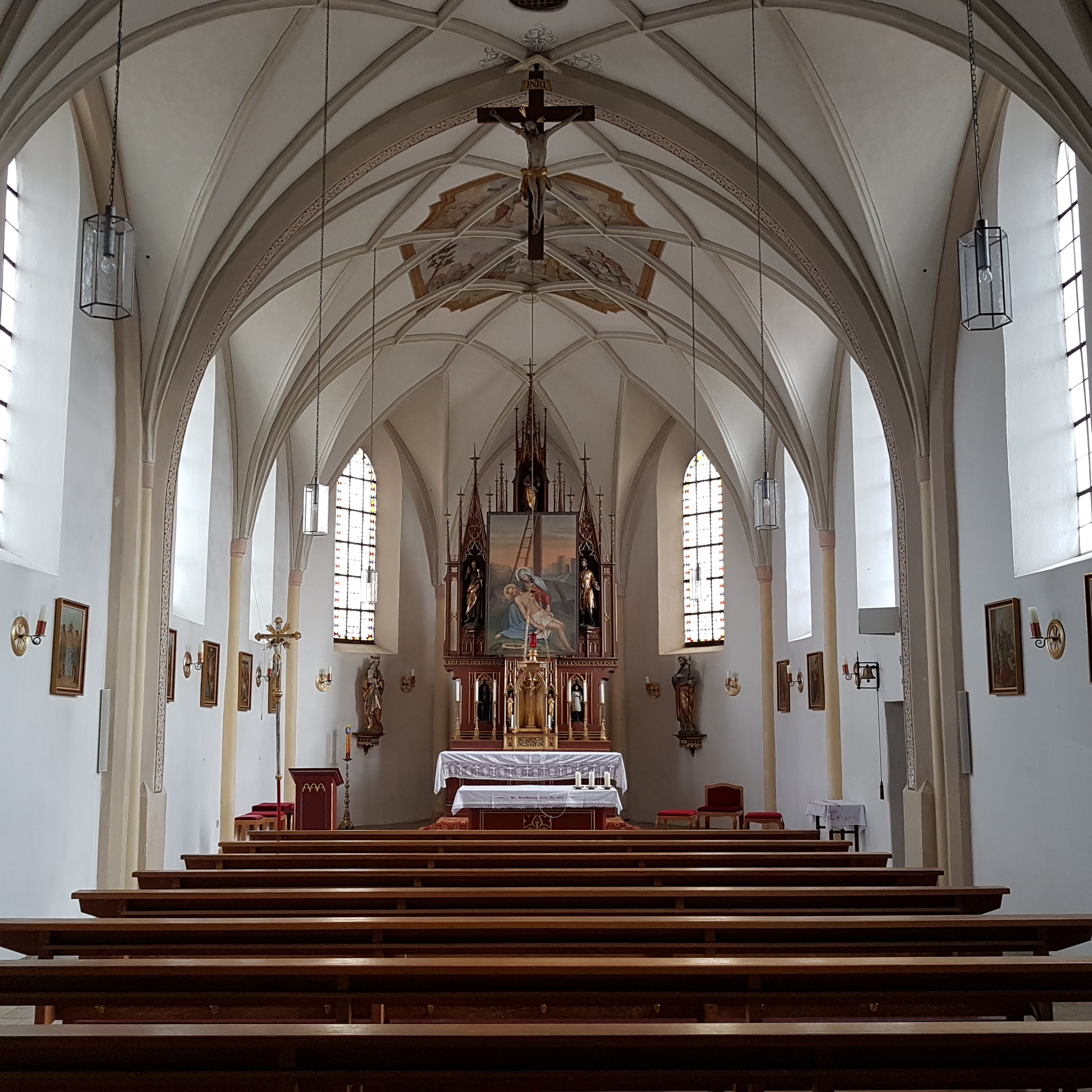
Innenraum

Die römisch-katholische Filialkirche St. Stephan steht in Aising, einem Stadtteil von Rosenheim in Oberbayern. Das Bauwerk ist in der Liste der Baudenkmäler in Rosenheim unter der Nummer D-1-63-000-165 eingetragen. Die Kirche gehört zum Dekanat Rosenheim im Erzbistum München und Freising.

## Beschreibung
Die spätgotische Saalkirche wurde Ende des 15. Jahrhunderts erbaut. Sie besteht aus einem Langhaus, einem dreiseitig geschlossenen Chor im Osten und einem Kirchturm im Westen, der nach einem Blitzeinschlag 1784 mit einer Welschen Haube bedeckt wurde. 1861 erfolgte die neugotische Umgestaltung und Neuausstattung des Kircheninneren, das bei einer 1968/69 durchgeführten Renovierung das heutige Erscheinungsbild erhielt.
Im Innenraum sind Chor und Langhaus durch einen Chorbogen getrennt. Der von der Mayer’schen Hofkunstanstalt geschaffene neugotische Hochaltar von 1861 wird von den Statuen der Heiligen Stephanus und  Joachim flankiert. Im Altarauszug ist der Apostel Matthäus dargestellt. Eine Votivgabe mit der Himmelfahrt Mariens von 1686 wurde 1819 übermalt. Eine Nachbildung des Gnadenbildes Mariahilf steht in der Kapelle im Erdgeschoss des Kirchturms. Die Orgel wurde 2007 von Orgelbau Linder gefertigt.